# Phanerosaurus
Phanerosaurus — вимерлий рід діадектидів рептіліоморфів ранньої пермі Німеччини. Скам'янілості відомі з формації Лейкерсдорф біля Цвікау. Німецький палеонтолог Крістіан Еріх Герман фон Майєр назвав типовий вид P. naumanni у 1860 році на основі кількох крижових і передкрижових хребців. Другий вид, P. pungnax, був названий у 1882 році, але поміщений у власний рід Stephanospondylus у 1905 році.

## Опис
Як і у інших діадектид, хребці фанерозавра дуже широкі. Нервові дуги дуже високі і виходять за межі центру з помітними зигапофізами, що виступають з обох боків. У хребцях фанерозавра є кілька відмінних рис, щоб відрізнити його від інших діадектид. Однією з унікальних характеристик є його вкорочені нервові шипи.